# الدوري الكويتي 2001–02
أقيمت بطولة الدوري الكويتي الأربعين في موسم 2001/2002، وقد شارك في البطولة 8 فرق، وقد استطاع أن يفوز نادي العربي الكويتي بلقب البطولة للمرة السادسة عشر في تاريخه.

## ترتيب الفرق
| الفريق                | لعب | فاز | تعادل | خسر | له | عليه | النقاط |
| --------------------- | --- | --- | ----- | --- | -- | ---- | ------ |
| نادي العربي الكويتي   | 14  | 8   | 2     | 4   | 20 | 16   | 26     |
| نادي القادسية الكويتي | 14  | 7   | 4     | 3   | 21 | 14   | 25     |
| نادي السالمية         | 14  | 6   | 5     | 3   | 26 | 20   | 23     |
| نادي الكويت           | 14  | 6   | 2     | 6   | 21 | 15   | 20     |
| نادي كاظمة            | 14  | 4   | 6     | 4   | 24 | 23   | 18     |
| نادي النصر الكويتي    | 14  | 3   | 6     | 5   | 19 | 19   | 15     |
| نادي الساحل الكويتي   | 14  | 3   | 5     | 6   | 15 | 24   | 14     |
| نادي التضامن الكويتي  | 14  | 2   | 4     | 8   | 15 | 30   | 10     |

## هداف البطولة
- مالك جون (كاظمة) 10 أهداف.

## أرقام من البطولة
- أكثر الفرق تحقيقا للفوز هو نادي العربي الكويتي ب8 انتصارات.
- أقل الفرق تحقيقا للفوز هو نادي التضامن الكويتي بفوزين.
- أكثر الفرق تعرضا للتعادل هما نادي كاظمة ونادي النصر الكويتي ب6 تعادلات.
- أقل الفرق تعرضا للتعادل هما نادي العربي الكويتي ونادي الكويت بتعادلين.
- أكثر الفرق تعرضا للخسارة هو نادي التضامن الكويتي ب8 هزائم.
- أقل الفرق تعرضا للخسارة هما نادي القادسية الكويتي ونادي السالمية ب3 هزائم.
- أكثر الفرق تسجيلا للأهداف هو نادي السالمية ب26 هدف.
- أقل الفرق تسجيلا للأهداف هما نادي الساحل الكويتي ونادي التضامن الكويتي ب15 هدف.
- أكثر الفرق تعرضا للأهداف هو نادي التضامن الكويتي ب30 هدف.
- أقل الفرق تعرضا للأهداف هو نادي القادسية الكويتي ب14 هدف.